# 卡尔·斯塔米茨
卡尔·菲利普·斯塔米茨（德語：Karl Philipp Stamitz，1745年5月7日—1801年11月9日），捷克裔德国作曲家，小提琴家。约翰·斯塔米茨之子，安东·斯塔米茨之兄。早年从父学习，1762年入曼海姆管弦乐团，1770移居巴黎，1779或1780年移居海牙，晚年定居耶拿。其作品为典型的古典主义风格。

## 外部連結
- 卡尔·斯塔米茨的免费乐谱，由国际乐谱典藏计划提供